# Radar naval
Pour les articles homonymes, voir radar (homonymie).

Animation d'une antenne radar marine rotative typique bande X sur un navire. Il émet un étroit faisceau vertical en forme d'éventail de micro-ondes perpendiculaires au grand axe de l'antenne, horizontalement jusqu'à l'horizon. À chaque rotation, le faisceau balaie la surface environnante. Tous les navires ou obstacles renvoient les micro-ondes vers l'antenne, qui s'affichent sur l'écran radar.

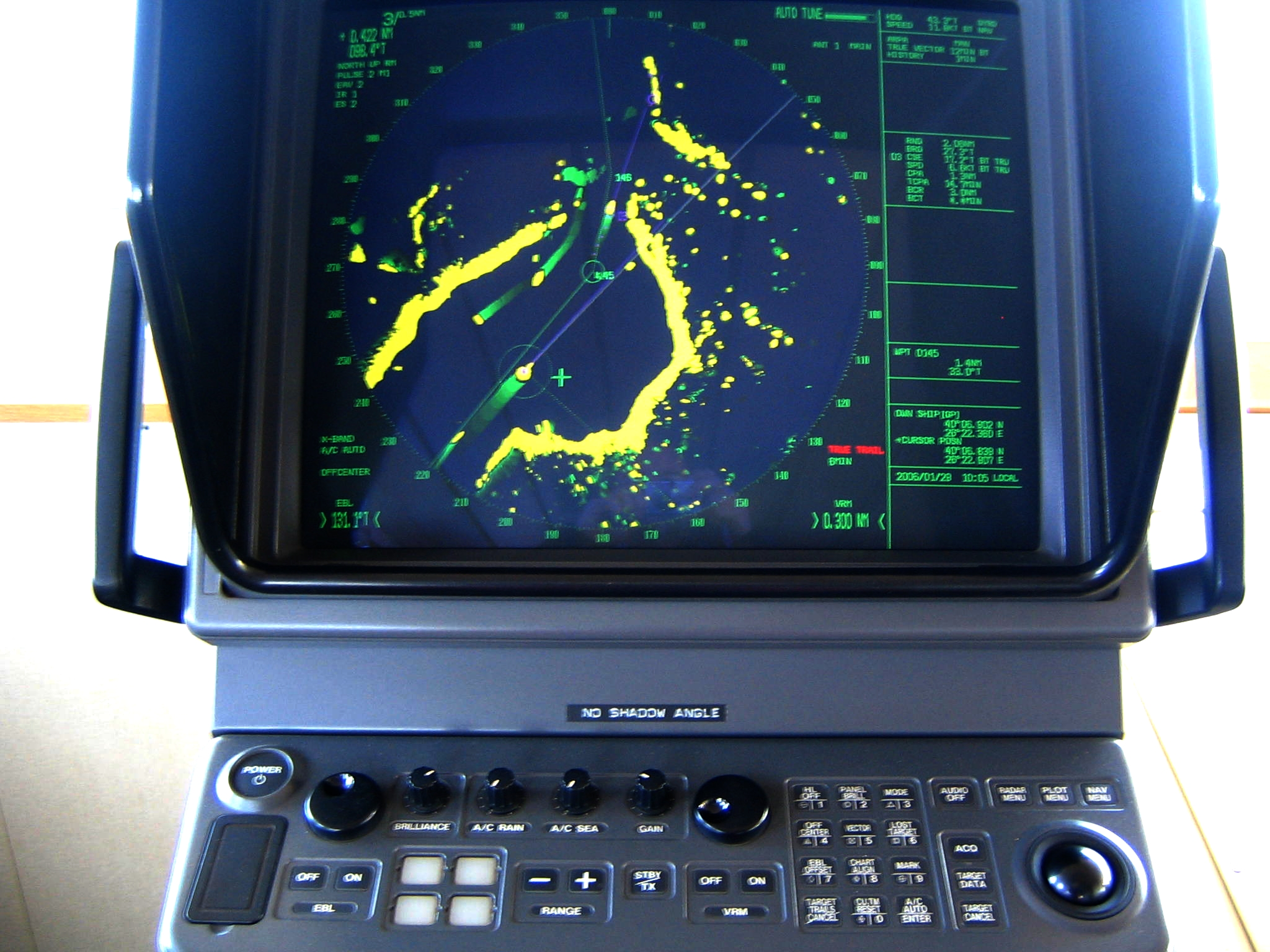
Un radar de navire typique (dispositif d'affichage ARPA).

Le radar naval est un appareil de télédétection par émission d'ondes électromagnétiques avec des caractéristiques propres à l'usage en mer ou sur un plan d'eau. La détection d'obstacle sur la mer a historiquement été la première application du radar. Toutefois, ce n'est qu'après le naufrage du Titanic en 1912 que le besoin d'un dispositif de télémesure à bord d'un navire ne s'est réellement fait sentir. Depuis, le domaine naval est resté l'un des domaines-clés pour l'application de la technique du radar.

## Applications du radar naval

### Domaine civil
Le radar équipant un bateau permet d'assurer la fonction d'évitement d'obstacles de nuit comme de jour et dans la brume. Ces obstacles sont soit la côte, soit d'autres navires, soit des objets dérivants comme des icebergs.

### Domaine étatique

#### Surveillance maritime

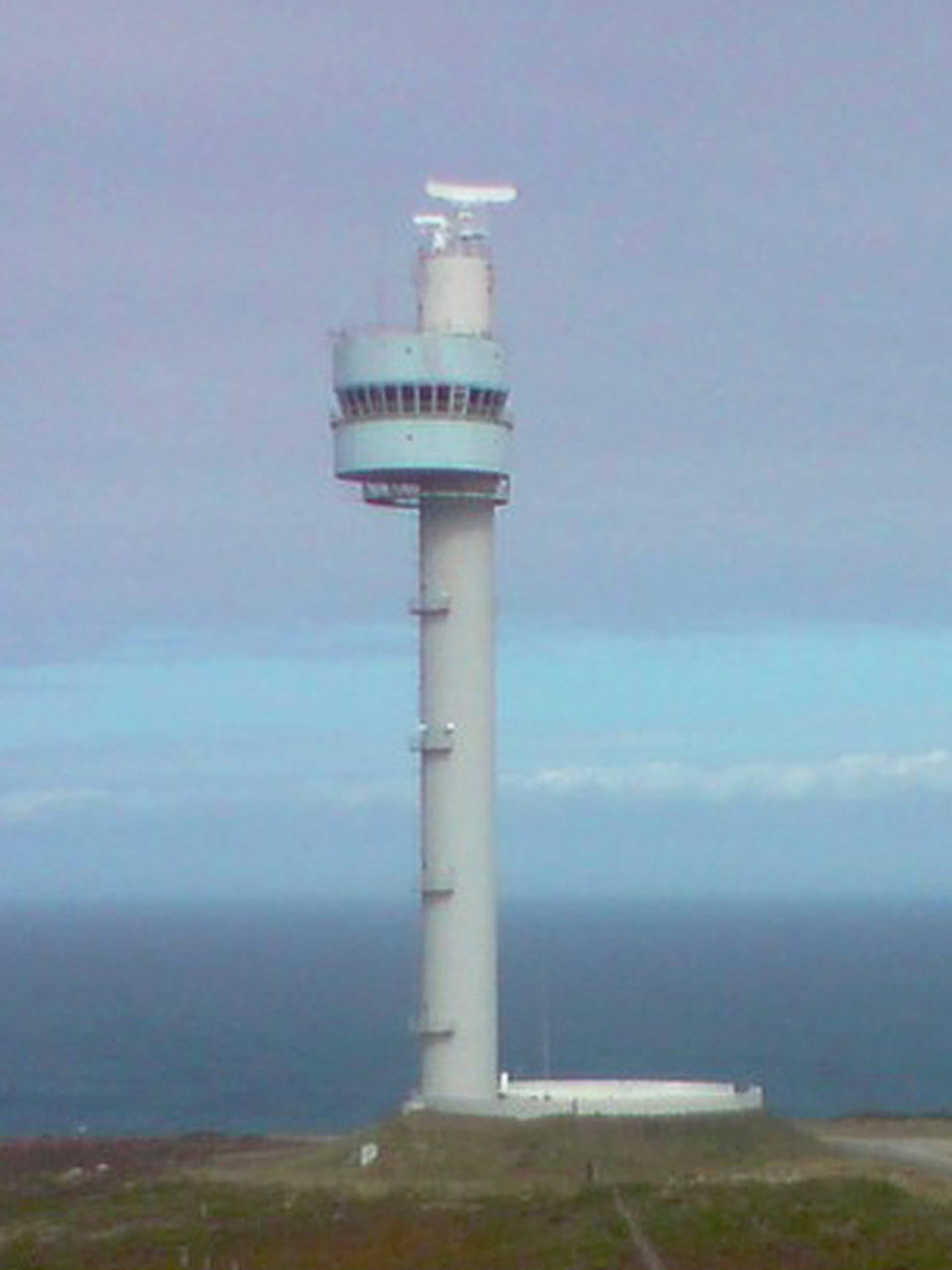
La tour radar du Stiff est une tour d'observation située sur l'Île d'Ouessant mise en service en 1982.

La surveillance maritime est l'ensemble des activités généralement dévolues aux garde-côtes et à la police maritime. Ces activités incluent :
- la surveillance et la régulation du trafic, surtout dans les zones dangereuses et hautement fréquentées comme le rail d'Ouessant ;
- la surveillance de la zone économique exclusive, en particulier les zones de pêche ;
- les activités de secours en mer (search and rescue, SAR) ;
- la détection de zones de pollution (dégazages sauvages, marées noires) ;
- la limitation de la contrebande et du trafic de drogue, de l'immigration illégale, ainsi que de la piraterie (comme dans le détroit de Malacca). Pour ce dernier point, il s'agit souvent de détecter de petits navires rapides naviguant proche de la côte, ce qui est un problème technique difficile.

Dans l'ensemble des points détaillés ci-dessus, le radar est l'outil essentiel utilisé par les autorités de nos jours.

#### La patrouille maritime
La patrouille maritime est essentiellement une activité militaire, qui se décline en deux volets :
- la détection de navire de surface ;
- la lutte anti-sous-marine, pour la détection de périscopes, par exemple, ce qui est un problème particulièrement difficile dans la mesure où l'objet est petit et présent à la surface que pour une courte durée (une dizaine de secondes). Un sous-marin ne peut pas être détecté au radar une fois en plongée car les ondes électromagnétiques pénètrent mal dans l'eau.

Une fois la cible détectée, le radar peut être utilisé pour guider une munition vers celle-ci.
Parallèlement à une utilisation active du radar, on peut effectuer une veille passive pour détecter et classer des signaux électromagnétiques provenant éventuellement d'un ennemi.

### La lutte au-dessus de la surface
Les radars de détection aérienne, embarqués à bord de bâtiments de surface ou d'avions de guet aérien (ces derniers agissant depuis des porte-avions), sont utilisés pour la détection d'aéronefs et de missiles.

## Spécificités du radar naval
Le radar naval est particulier à plus d'un titre :
- les cibles à imager sont complexes et fortement variables : un pétrolier ne ressemble pas à une frégate ou à un voilier ;
- la surface équivalente radar des cibles peut varier de 0,5 m2 (périscope) à plusieurs centaines de milliers de mètres carrés (porte conteneur) ;
- les cibles sont en mouvement et balancées par le mouvement de la mer sur trois axes ;
- les cibles peuvent être masquées en partie par la houle par gros temps ;
- les cibles sont noyées dans un bruit de fond dû au retour radio occasionné par les vagues (le fouillis de mer). Ces retours fluctuent rapidement dans la mesure où les vagues évoluent dans le temps. Par gros temps, il peut ainsi devenir difficile de distinguer un navire d'une vague particulièrement élevée.

## Quelques solutions

### Généralités
Les techniques utilisées actuellement sont des solutions relativement classiques comme :
- l'utilisation de la compression d'impulsion pour améliorer la résolution en distance ;
- l'augmentation de la puissance moyenne à l'émission pour améliorer la portée ;
- l'augmentation de la taille de l'antenne pour améliorer la résolution (on peut ainsi atteindre des tailles typiques de douze pieds pour les « gros » radars embarqués) ;
- l'utilisation de l'agilité de fréquence, pour diminuer le bruit de chatoiement (speckle en anglais), ainsi que du moyennage temporel sur plusieurs vues, pour atténuer les fluctuations dues au vagues et ne conserver que les cibles ;
- l'utilisation de la visualisation des cibles mobiles (Moving Target Indicator en anglais, abrégé MTI) pour supprimer la partie de l'image correspondant aux zones fixes de l'image et ne conserver que les objets mobiles (toutefois, un canot de sauvetage à la dérive ne sera alors pas visible) ;
- utilisation de techniques de pistage pour suivre une cible dans le fouillis et éventuellement éliminer des « fausses cibles » qui semblaient de prime abord ressembler à un navire mais que l'on élimine car elles n'évoluent pas comme un bateau en mouvement. Les techniques utilisées sont à l'heure actuelle des filtres alpha-beta ou le filtre de Kalman, mais d'autres solutions sont à l'étude, comme le filtrage particulaire.